# Rödhuvad vidafink
Rödhuvad vidafink (Euplectes laticauda) är en fågelart i familjen vävare inom ordningen tättingar.

## Utseende
Rödhuvad vidafink är en liten vidafink. Hane i häckningsdräkt är kolsvart med karmosinrött på hjässan och i ett halsband och en 20 centimeter lång stjärt. Hona och hane utanför häckningstid saknar den långa stjärten samt har mörk streckad ovansida, ljus ostreckad eller endast svagt streckad undersida med ett beigefärgad band över bröstet och gulaktigt ögonbrynsstreck och ansikte. Olikt flera andra vidafinkar saknar den rött eller gult i vingen. 

## Utbredning och systematik
Fågeln förekommer i Östafrika och delas in i två underarter med följande utbredning:
- Euplectes laticauda laticauda – högländer i östra Sydsudan, Etiopien och Eritrea
- Euplectes laticauda suahelicus – högländer i Kenya och Tanzania

Den kategoriserades tidigare som en del av rödhalsad vidafink (Euplectes ardens) men urskildes 2016 som egen art av BirdLife International, 2022 av tongivande eBird/Clements och 2023 av International Ornithological Congress.

## Levnadssätt
Rödhuvad vidafink hittas i öppna gräsmarker, savann, buskmarker och jordbruksbygd på medelhög till hög höjd. Den ses i par eller i flockar efter häckningstid, ofta tillsammans med andra fröätande tättingar. 

## Status
Arten har ett stort utbredningsområde och beståndet anses vara stabilt. Internationella naturvårdsunionen IUCN listar den därför som livskraftig (LC).